# ブレーメン・レーテ共和国
ブレーメン・レーテ共和国（ブレーメン・レーテきょうわこく、ドイツ語: Bremer Räterepublik）とは、1919年1月10日にドイツ革命の過程で宣言されたソビエト共和国である。正式に宣言されたのは1919年1月10日であったが、1918年11月14日から1919年2月4日にワイマール共和国によって陸軍と非正規軍に鎮圧されるまで、ブレーメンの工業港湾都市を支配した。
ブレーメン・レーテ共和国はドイツ革命の中心的存在だった。

## 概要
1918年11月10日、レーテは、ドイツ帝国内で自由ハンザ都市ブレーメンを統治していたブレーメン寡頭制元老院を退位させた。1919年1月6日、元老院は私有財産の保証を提示し、既存の行政官僚の協力を求めた後、左翼政党とそれに連なる労働組合（社会民主党、独立社会民主党、共産党）に限定した選挙に臨んだ。1月10日、独立社会民主党と共産党がブレーメン・レーテ共和国を宣言した。
ブレーメン・レーテ共和国は、その任務の性質、発展しつつあった財政・供給危機の管理、議会選挙の調整をめぐって意見の対立が生じた。独立社会民主党が主導する新国家政府は、その権限を行使する決意を固めたが、共通の交渉姿勢に合意することはできなかった。1919年2月4日、正規軍と非正規軍の義勇軍に鎮圧された。